# Hayrettin Karaca
Hayrettin Karaca (né le 4 avril 1922 et mort le 20 janvier 2020) est l'un des fondateurs du mouvement écologiste turc. Homme d'affaires, il a cofondé la fondation TEMA. En 2012, il a reçu un Right Livelihood Award d'honneur.

## Biographie
Hayrettin Karaca est né le 4 avril 1922 et a fait fortune dans le textile. Durant les années 1970, par ses voyages il prend conscience de la dégradation de l'environnement et du problème de l'érosion des sols, qui affecte 90 % de la Turquie.
En 1980, il établit un arboretum à Yalova, qui contient actuellement 14 000 espèces d'arbres et de 3 800 plantes.
En 1992, avec un autre homme d'affaires Nihat Gökyiğit, il fonde la fondation TEMA (Türkiye Erozyonla Mücadele Ağaçlandırma ve Doğal Varlıkları Koruma Vakfı). La mission de cette fondation est de sensibiliser aux problèmes environnementaux. Cette fondation a conduit plus de 150 expériences pour le développement rural, la protection de la biodiversité ou la reforestation. La fondation TEMA a planté plus de 10 millions de graines.
La fondation a poussé à la ratification par la Turquie de la Convention des Nations unies sur la lutte contre la désertification en 1994. TEMA a recueilli plus d'un million de signatures pour le renforcement de la loi sur la conservation des sols. TEMA regroupe plus de 450.000 bénévoles.
En 2010, une compagnie minière de la Kozak, a porté plainte contre Karaca, qui s'est mobilisé avec des villageois contre les atteintes environnementales d'une mine d'or.
En 2012, il reçoit le Right Livelihood Award d'honneur pour "sa défense infatigable pour la protection de la nature, associant activisme et entrepreneuriat".